# Ácido ceroplástico
El ácido ceroplástico (o ácido pentatriacontanoico) es un ácido carboxílico alifático saturado de cadena muy larga (C35:0) con la fórmula química CH3–(CH2)33–COOH.
El nombre deriva de la palabra latina cerotus, que a su vez deriva de la palabra griega antigua κηρός (keros), que significa cera de abejas o panal, combinada con "plástico" del latín plasticus (que significa moldear, del griego plastikos). Otras fuentes dicen que el nombre se lo dio en 1953 el japonés R. Koyama, quien lo obtuvo de la cera secretada por el insecto Ceroplastes rubens, de donde derivaría su nombre no sistemático. Es un ácido graso que se puede encontrar en algunas ceras vegetales y animales.

## Aplicaciones
Al igual que muchos otros ácidos carboxílicos, el ácido ceroplástico puede reaccionar con alcoholes de fracciones curables por UV para formar ésteres reactivos, como el 2-aliloxietanol.